# Cantonul Montebourg
Cantonul Montebourg este un canton din arondismentul Cherbourg-Octeville, departamentul Manche, regiunea Basse-Normandie, Franța.

## Comune
| Comune                     | Populație (1999) | Cod poștal | Cod INSEE |
| -------------------------- | ---------------- | ---------- | --------- |
| Azeville                   | ...              | 50310      | 50026     |
| Écausseville               | ...              | 50310      | 50169     |
| Émondeville                | ...              | 50310      | 50172     |
| Éroudeville                | ...              | 50310      | 50175     |
| Flottemanville             | ...              | 50700      | 50186     |
| Fontenay-sur-Mer           | ...              | 50310      | 50190     |
| Fresville                  | ...              | 50310      | 50194     |
| Le Ham                     | ...              | 50310      | 50227     |
| Hémevez                    | ...              | 50700      | 50241     |
| Joganville                 | ...              | 50310      | 50258     |
| Lestre                     | ...              | 50310      | 50268     |
| Montebourg                 | ...              | 50310      | 50341     |
| Ozeville                   | ...              | 50310      | 50390     |
| Quinéville                 | ...              | 50310      | 50421     |
| Saint-Cyr                  | ...              | 50310      | 50461     |
| Saint-Floxel               | ...              | 50310      | 50467     |
| Saint-Germain-de-Tournebut | ...              | 50700      | 50478     |
| Saint-Marcouf              | ...              | 50310      | 50507     |
| Saint-Martin-d'Audouville  | ...              | 50310      | 50511     |
| Sortosville                | ...              | 50310      | 50578     |
| Urville                    | ...              | 50700      | 50610     |
| Vaudreville                | ...              | 50310      | 50621     |